# Chen Lu
Chen Lu (陈露S, Chén LùP; Changchun, 24 novembre 1976) è un'ex pattinatrice artistica su ghiaccio cinese.

## Palmarès
| Evento                    | 1989–90 | 1990–91 | 1991–92 | 1992–93 | 1993–94 | 1994–95 | 1995–96 | 1996–97 | 1997–98 | 2000–01 |
| ------------------------- | ------- | ------- | ------- | ------- | ------- | ------- | ------- | ------- | ------- | ------- |
| Giochi olimpici invernali |         |         | 6°      |         | 3°      |         |         |         | 3°      |         |
| Campionati mondiali       |         | 12°     | 3°      | 3°      | R       | 1°      | 2°      | 25°     |         |         |
| Champion Series Final     |         |         |         |         |         |         | 4°      |         |         |         |
| Skate America             |         |         | 4°      | 3°      |         |         | 2°      | R       |         |         |
| Skate Canada              |         |         | 6°      |         | 1°      |         |         |         |         |         |
| Trophee de France         |         |         |         |         |         |         | 2°      | R       | 4°      |         |
| NHK Trophy                | 8°      |         | 3°      | 4°      | 3°      | 1°      | 1°      |         | 3°      |         |
| Karl Schäfer Memorial     |         |         |         |         |         |         |         |         | 1°      |         |
| Piruetten                 |         |         |         |         | 3°      |         |         |         |         |         |
| Giochi asiatici invernali |         |         |         |         |         |         | 1°      |         |         |         |
| Campionati mondiali       |         | 3°      | 3°      |         |         |         |         |         |         |         |
| Campionati cinesi         | 1°      | 1°      | 1°      | 1°      | 1°      | 1°      | 1°      | 1°      | 1°      | 1°      |